# Odo Dobrowolski
Odo Dobrowolski (sinh năm 1883 tại Chernivtsi - mất năm 1917 tại Kiev) là một họa sĩ người Ba Lan.

## Cuộc đời
Ông là con trai của Józef Dobrowolski, một quan chức của Đại khu Galicia, và Eugenia Wittich. Odo học cấp hai ở Lviv. Rất có thể ông là một sinh viên độc lập khi theo học Học viện Mỹ thuật Jan Matejko ở Kraków. Trong hai năm 1908-1909 ở Paris, ông làm học trò của Jan Styka. Sau đó, ông sống ở Munich trong một thời gian ngắn rồi trở về Lviv. Tại Lviv, ông đã vẽ một bức tranh sơn dầu lớn về quảng trường thành phố. Bức tranh này được trưng bày tại tiệm bánh kẹo "Dworek" của Gabriela Zapolska ở số 4 Phố Akademicka. Trong các năm 1911-12, Odo Dobrowolski trở lại Paris. Năm 1912, ông tham dự một buổi thuyết trình tranh của Nhóm Văn học-Nghệ thuật Leopolitan. Trong thời gian quân đội Nga chiếm đóng Lviv, được sự phê chuẩn của hội đồng kiểm duyệt địa phương trực thuộc quân đội, Oda đã giới thiệu bộ tranh in thạch bản tự động gồm 10 bức của mình có tên là "Lwów 1914-15" ("Lviv 1914-15", có giá 30 đồng curon). Tác phẩm này nhận được nhiều sự yêu thích. Tháng 6 năm 1915, Odo chuyển đến Nga.

## Triển lãm

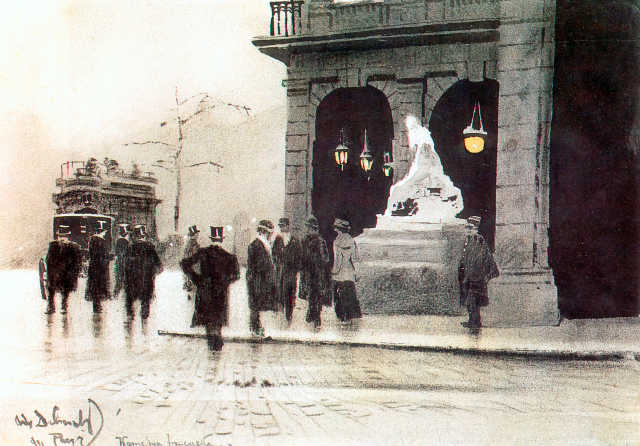
Diễn viên hài Française Paris (1908)
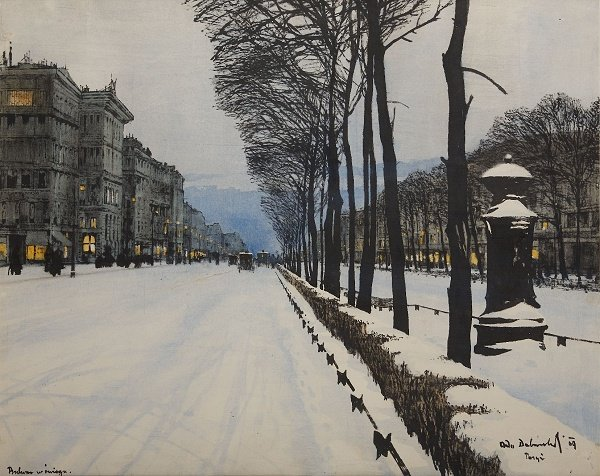
Một đại lộ đầy tuyết (1909)
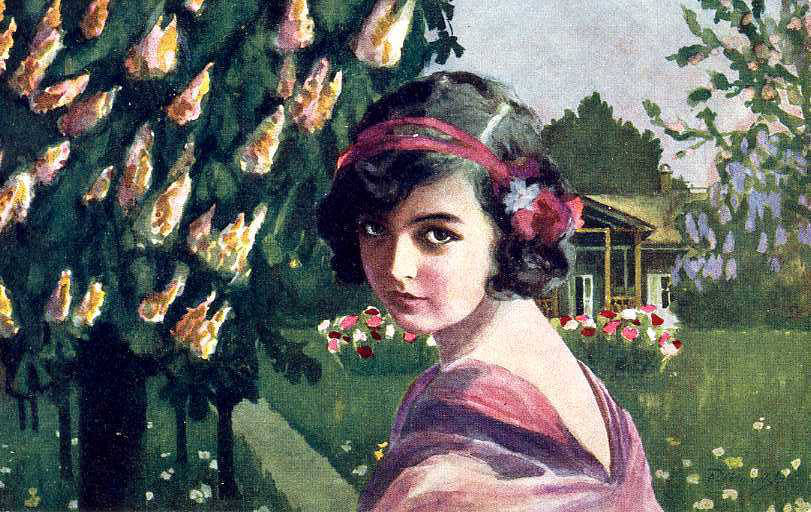
Mùa xuân (khoảng 1909)
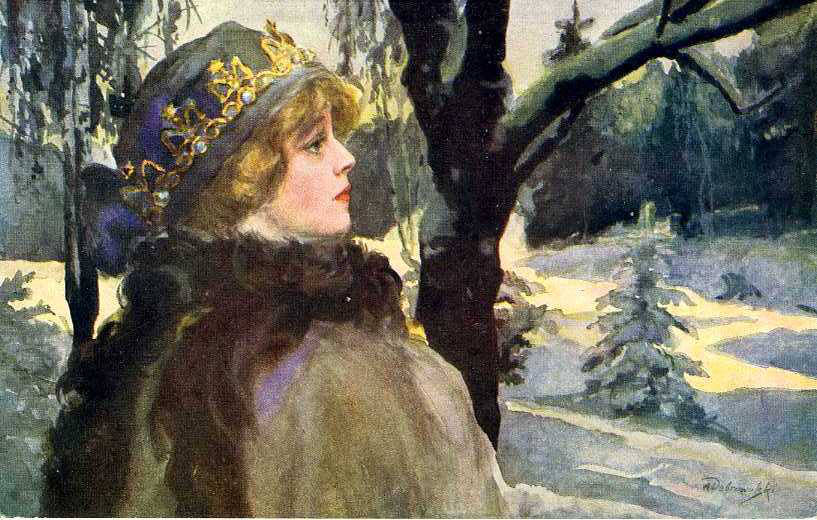
Một phụ nữ đứng trong rừng (thập niên 1910)
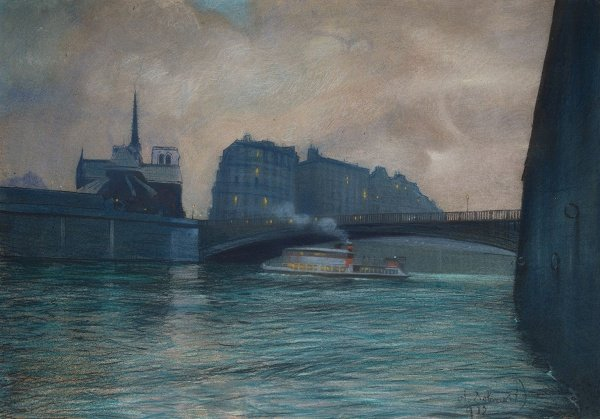
Paris về đêm (1912)
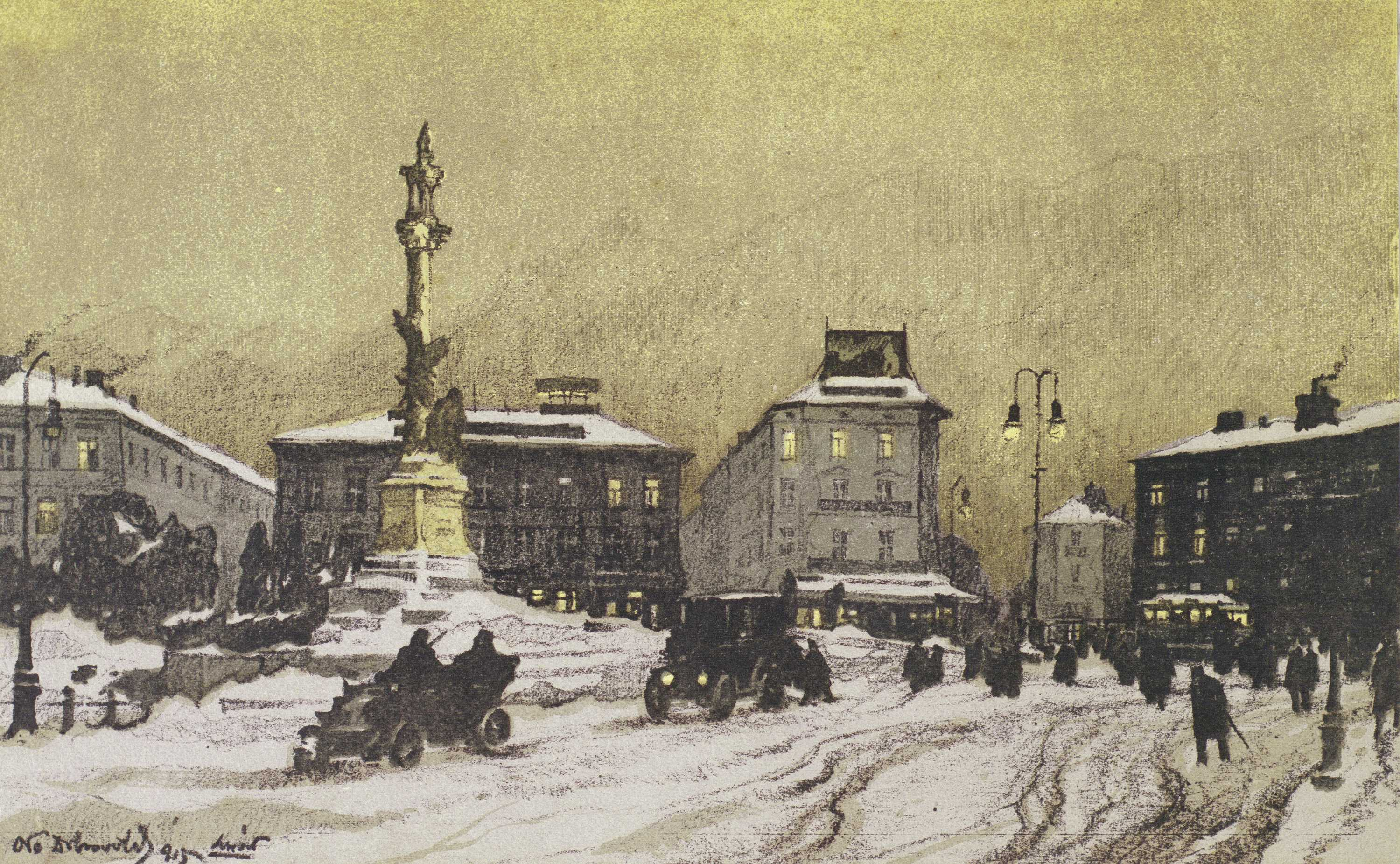
Tượng đài Adam Mickiewicz ở Lviv (in thạch bản) (1915)